# 와인 미라클
와인 미라클(Bottle Shock)은 2008년 개봉한 미국의 드라마 영화이다. 1976년 파리의 심판을 소재로 하고 있다.

## 캐스트
- 앨런 릭먼 - Steven Spurrier
- 빌 풀먼 - Jim Barrett
- 크리스 파인 - Bo Barrett
- 레이첼 테일러 - Sam Fulton
- 프레디 로드리게스 - Gustavo Brambila
- 엘리자 두슈쿠 - Joe
- 데니스 패리나 - Maurice